# Buddelundia albomaculata
Buddelundia albomaculata is een pissebed uit de familie Armadillidae. De wetenschappelijke naam van de soort is voor het eerst geldig gepubliceerd in 1912 door Gustav Budde-Lund.